# Springfield (Geòrgia)
Springfield és una població dels Estats Units a l'estat de Geòrgia. Segons el cens del 2000 tenia 1.821 habitants.

## Demografia
Segons el cens del 2000, Springfield tenia 1.821 habitants, 633 habitatges, i 453 famílies. La densitat de població era de 330,1 habitants/km².
Dels 633 habitatges en un 36,2% hi vivien nens de menys de 18 anys, en un 51% hi vivien parelles casades, en un 17,4% dones solteres, i en un 28,3% no eren unitats familiars. En el 25,6% dels habitatges hi vivien persones soles l'11,5% de les quals corresponia a persones de 65 anys o més que vivien soles. El nombre mitjà de persones vivint en cada habitatge era de 2,48 i el nombre mitjà de persones que vivien en cada família era de 2,97.
Per edats la població es repartia de la següent manera: un 24,1% tenia menys de 18 anys, un 9,7% entre 18 i 24, un 30,2% entre 25 i 44, un 18,9% de 45 a 60 i un 17,1% 65 anys o més.
L'edat mediana era de 36 anys. Per cada 100 dones de 18 o més anys hi havia 93,8 homes.
La renda mediana per habitatge era de 36.544 $ i la renda mediana per família de 41.071 $. Els homes tenien una renda mediana de 35.096 $ mentre que les dones 25.192 $. La renda per capita de la població era de 16.519 $. Entorn de l'11,1% de les famílies i el 13,4% de la població estaven per davall del llindar de pobresa.

## Poblacions més properes
El següent diagrama mostra les poblacions més properes.